# Jean Louis Schefer
Pour les articles homonymes, voir Schefer.
Jean Louis Schefer ou Jean-Louis Schefer (avec trait d'union) est un écrivain, philosophe, critique d'art, théoricien du cinéma et de l’image français né le 7 décembre 1938 à Paris et mort le 7 juin 2022 à Corbeil-Essonnes.

## Biographie
Diplômé de l'École des hautes études en sciences sociales sur « Les écritures figuratives », un problème de grammaire égyptienne (sous la direction de Roland Barthes et d'Algirdas Julien Greimas), Jean Louis Schefer travaille à Milan de 1965 à 1966, à l'élaboration d'un dictionnaire, puis à Venise de 1967 à 1968.
En Italie, il présente des œuvres de Gianfranco Pardi, Titina Maselli, Emilio Tadini, Gianni Colombo et d'autres.
De 1970 à 1981, il enseigne à Paris.
Il a collaboré aux revues Tel Quel, Communications, Information sur les sciences sociales, Littérature, Critique et aux Cahiers du cinéma.
Il meurt à Paris le 7 juin 2022,,.

## Publications
- Scénographie d’un tableau, Le Seuil, coll. « Tel Quel », 1969
- L'Invention du corps chrétien, Galilée, 1975
- L'Homme ordinaire du cinéma, Cahiers du cinéma/Gallimard, 1980, réédité dans la Petite bibliothèque des Cahiers, 1997
- L'Espèce de chose mélancolie, Flammarion, 1978
- Gilles Aillaud, éditions Hazan, 1987
- Jean-Claude Gallotta, groupe Émile Dubois, en collaboration avec Laurence Louppe et Claude-Henri Buffard, éditions Dis Voir, 1988  (ISBN 2906571067)
- 8, rue Juiverie, photographies de Jacqueline Salmon, CompAct, 1989
- Leon Battista Alberti, De la peinture - De Pictura (1435), préface, traduction du latin et notes, Macula Dédale, 1992
- La Lumière et la Table, Maeght éditeur, 1995
- Question de style, L’Harmattan, 1995
- The Enigmatic Body, Cambridge University Press, 1995[5],[6]
- Du monde et du mouvement des images, Cahiers du cinéma, 1997
- Main courante, P.O.L, 1998
- Figures peintes, P.O.L, 1998 Prix France Culture, 1999
- Cinématographies, P.O.L, 1998
- Origine du crime, Café-Climat, 1985, réédité chez P.O.L, 1998
- Choses écrites, P.O.L, 1998
- Goya, la dernière hypothèse, Maeght éditeur, 1998
- Main courante 2, P.O.L, 1999
- Lumière du Corrège, P.O.L, 1999
- Questions d'art paléolithique, P.O.L, 1999
- Paolo Uccello, le Déluge, P.O.L, 1999
- Sommeil du Greco, P.O.L, 1999
- Images mobiles, P.O.L, 1999
- Main courante 3, P.O.L, 2001
- Polyxène et la vierge à la robe rouge, P.O.L, 2002
- Chardin, P.O.L, 2002
- Une maison de peinture, éditions Enigmatic, 2004
- Figures de différents caractères, P.O.L, 2005
- L’Hostie profanée : histoire d’une ﬁction théologique, P.O.L, 2007  (ISBN 978-2-84682-208-4)
- Notre âme est une bête féroce - Main courante 4, P.O.L, 2008
- La Cause des portraits, P.O.L, 2009
- De quel tremblement de terre..., P.O.L, 2010
- Le Temps dont je suis l'hypothèse, P.O.L, 2011
- Monsieur Teste à l'école, P.O.L, 2013
- Squelettes et autres fantaisies - Main courante 5, P.O.L, 2016
- L’ Image et l’Occident - Sur la notion d’image en Europe latine, P.O.L, 2017
- Carré de ciel, P.O.L, 2019
- Le ciel peut attendre - Main courante 6 et 7, P.O.L, 2019